# Dicomano
Dicomano ist eine Gemeinde mit 5534 Einwohnern (Stand 31. Dezember 2023) in der Metropolitanstadt Florenz in der Region Toskana in Italien.

## Geografie

Lage von Dicomano in der Metropolitanstadt Florenz

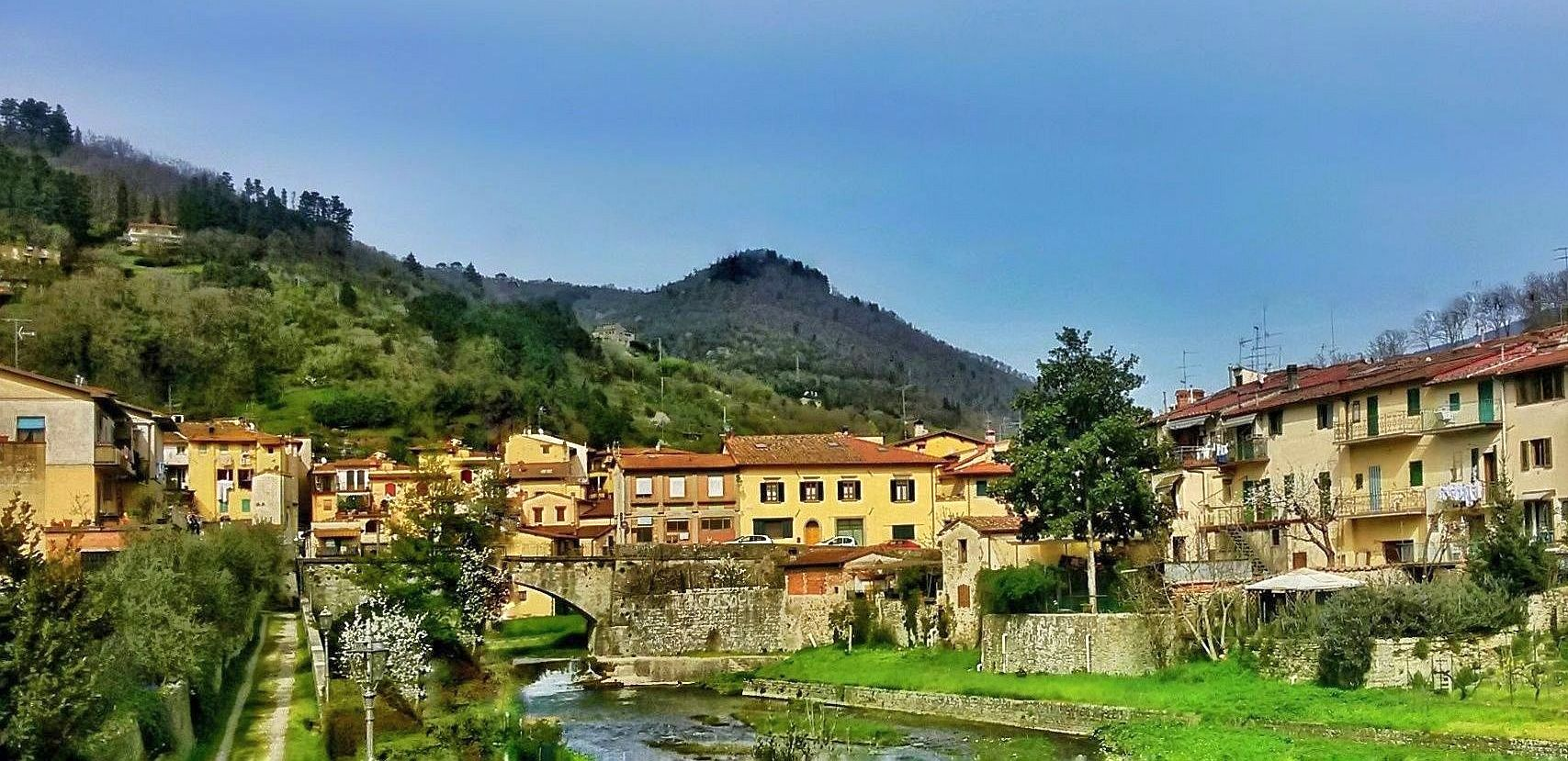
Diocomano mit der alten Bogenbrücke

Die waldreiche Gemeinde erstreckt sich über etwa 61 km². Sie liegt rund 25 km nordöstlich der Provinz- und Regionalhauptstadt Florenz im Mugello und am Fluss Sieve. Im September 2008 wechselte sie ihre Gebietszugehörigkeit von der Comunità Montana Montagna Fiorentina zum Gebiet Comunità Montana Mugello.
Zu den Ortsteilen zählen Celle, Corella, Frascole und San Detole (ehemaliger selbständiger Weiler mit ca. 2000 Einwohnern in Richtung Rufina).
Die Nachbargemeinden sind Londa, Marradi, Pontassieve, Rufina, San Godenzo und Vicchio.
Südöstlich des Hauptortes liegt ein kleines Weinanbaugebiet.

## Geschichte

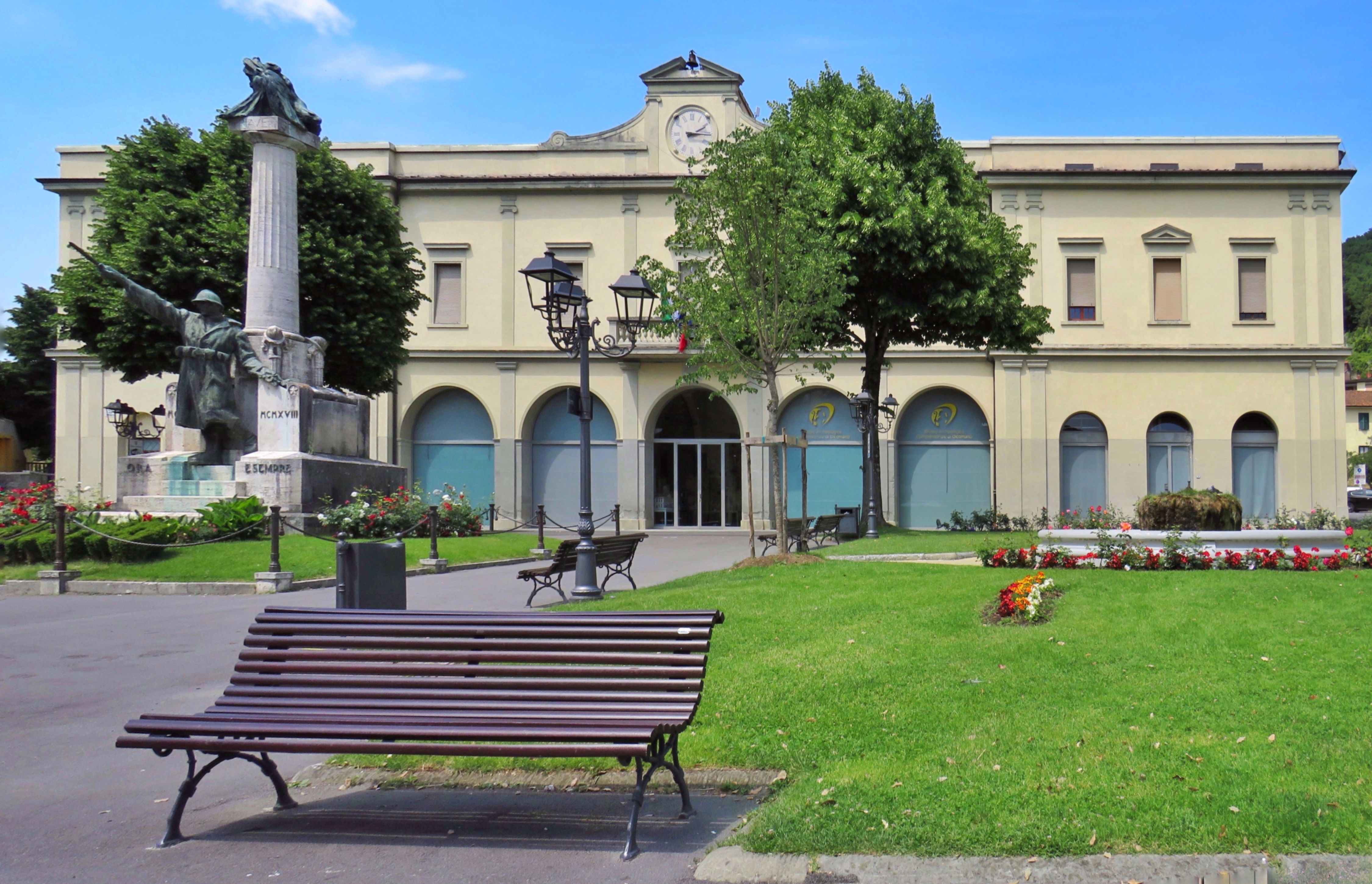
Das Rathaus von Dicomano beherbergt auch das Museum

Der Ort wurde von der etruskischen Familie der Patna gegründet. Die Ansammlung von Brücken und Türmen wurde in der Zeit der Römer zunächst Castrum Decumani genannt und diente diesen als Festungsanlage. Der Ortsname entstammt wahrscheinlich dem Fluss Comano. Durch die Lage an der Handelsstraße zu Forlì weckte der Ort früh das Interesse der Republik Florenz, die die lokalen Gutsherren im 14. Jahrhundert enteigneten und die Burgen Belforte und del Pozzo zerstörten. Über die Handelswege durch Dicomano bezog Florenz fast seine komplette Getreideversorgung. Von 1300 bis 1700 existierte hier ein Binnenhafen, der für den Holztransport nach Livorno und Pisa wichtig war, um dort Schiffe zu bauen. Im ausgehenden Spätmittelalter bis in die Neuzeit prosperierte der Ort durch seine Lage im Herzogtum Toskana. 1919 wurden der historische Ortskern durch ein Erdbeben fast vollständig zerstört, die Weltkriege und eine Bombardierung am 27. Mai 1944 taten ihr Übriges dazu. 1946 leitete der Architekt Leonardo Savioli den Wiederaufbau, der zu einer progressiven Ausrichtung der Ortsarchitektur führte.

## Sehenswürdigkeiten
- Pieve di Santa Maria, eine Pieve, die erstmals 405 erwähnt wurde und 1542 durch ein Erdbeben erheblich beschädigt wurde. Hier befinden sich Werke von Santi di Tito[4] und das Kardinalswappen von Francesco Soderini.
- Auf der Piazza della Repubblica befindet sich das Archäologische Museum des Bezirks Dicomano.[5]
- In der Gemeinde stehen weitere Kirchen: Sant'Antonio Abate, die kleine neoklassizistische Kirche Sant'Onofrio (benannt nach dem Schutzpatron der Gemeinde), San Giovanni Battista in San Detole, die Pieve di San Martino im Ortsteil Corella und die aus dem 13. Jahrhundert stammende Pfarrkirche San Jacopo im Ortsteil Frascole (1919 komplett zerstört und wiederaufgebaut).
- Die archäologische Stätte im Ortsteil Frascole.

## Städtepartnerschaft
Dicomano ist mit der südhessischen Stadt Groß-Umstadt seit 2010 verschwistert und am 17. September 2011 von italienischer Seite besiegelt. Im Oktober 2022 hat der Bürgermeister Stefano Passiatore die Ehrenbürgerschaft Dicomanos posthum dem verstorbenen Umstädter Bürgermeister Joachim Ruppert für seine Verdienste um die Zusammenarbeit zwischen beiden Städten und seine Unterstützung für die Arbeit der Verschwisterungskomitees verliehen.